# هانساميو ياما براناتا
هانساميو ياما براناتا (بالإندونيسية: Hansamu Yama Pranata) (16 يناير 1995 في إندونيسيا - ) هو لاعب كرة قدم إندونيسي في مركز الدفاع. شارك مع منتخب إندونيسيا تحت 19 سنة لكرة القدم ومنتخب إندونيسيا تحت 20 سنة لكرة القدم ومنتخب إندونيسيا تحت 23 سنة لكرة القدم. أما مع النوادي، فقد لعب مع باريتو بوترا ‏.

## وصلات خارجية
- هانساميو ياما براناتا على موقع قاعدة بيانات كرة القدم.إي يو (الإنجليزية)
- هانساميو ياما براناتا على موقع ناشيونال فوتبول تيمز (الإنجليزية)
- هانساميو ياما براناتا على موقع Soccerway.com (الإنجليزية)